# Cuiari
Cuiari (ili Naquén) je rijeka u Kolumbiji, pritoka rijeke Içana. Pripada porječju rijeke Amazone.